# 納利奇克
納利奇克（俄語和卡拉恰伊-巴爾卡爾語：На́льчик，羅馬化：Nal'chik，俄語發音：[ˈnalʲtɕɪk]）是俄羅斯卡巴爾達-巴爾卡爾共和國首府。2002年時人口為274,974人。
1818年沙俄在此建立要塞。1921年建市。

## 友好城市
- 约旦安曼
- 土耳其开塞利
- 美国内华达州里诺
- 俄罗斯弗拉季高加索